# Bobera
Bobera (en catalán y oficialmente Bovera) es un municipio español de la provincia de Lérida, en la comunidad autónoma de Cataluña, situado en la parte meridional de la comarca de Las Garrigas, justo en el límite con la provincia de Tarragona.

## Geografía humana

### Demografía
Cuenta con una población de 247 habitantes (INE 2024).
| Gráfica de evolución demográfica de Bobera entre 1857 y 2021 |
| |
| Población de derecho según los censos de población del INE Población de hecho según los censos de población del INEEn estos censos se denominaba Bobera: 1842, 1857, 1860, 1877, 1887, 1897, 1900, 1910, 1920, 1930, 1940, 1950, 1960, 1970 y 1981 |

| 740                        | 814 | 666 | 256 | 545 | 504 | 393 | 385 | 378 | 383 | 377 | 371 | 364 |
| (Fuente: [cita requerida]) |     |     |     |     |     |     |     |     |     |     |     |     |

## Lugares de interés
- El río de la Cana (Senda para excursionismo).
- El camino de la Palma, desde la Granadella (Senda para excursionismo).
- Las balsas de agua.
- El más del Senyor.
- El rincón de las Paumeres.
- El molino de aceite.
- Lo Blai.